# Палатин

Сім пагорбів Рима

Палати́н (лат. Mons Palatinus, італ. Monte Palatino) — один із семи пагорбів Рима і визнаний найстарішою із заселених частин міста. Розкопки показують, що люди жили на цій території з X ст. до н. е.

## Міфи та легенди
Найдавніші римські легенди розповідають, що герой греко-римської міфології Евандер за 60 років до Троянської війни заснував на березі Тибру поселення (або колонію) Паллантей, якраз на пагорбі, що пізніше отримав назву Палатин. Ці легенди записані у головній праці історика Діонісія Галікарнаського «Римські стародавності». Також сюжет про життя Евандера містить «Енеїда» (книги VIII—XII) поета Вергілія.
За переказами, пізніше на пагорбі виник стародавній Рим: на Палатині були вигодувані вовчицею і виховані Фаустулом — Ромул і Рем. Тут Ромул заклав місто. Назва Palatium пов'язано з ім'ям богині Палес, охоронниці худоби. Очевидно, Палатинський пагорб спочатку служив вигоном для худоби, а коли у італійців з'явилися перші релігійні уявлення і виник культ богині Палес, то Палатин став релігійним центром пастухів, які здійснювали тут жертвопринесення.

## Священні місця
На пагорбі знаходилися:
- священна печера вовчиці — Lupercal — з джерелом і смоківницею (ficus), під якою, за переказами, був знайдений кошик з немовлятами-близнюками;
- жертовник Пана;
- мундус, тобто яма, куди поселенці кидали первородні плоди, предмети домашнього вжитку і жмені принесеної з собою рідної землі, доки яма не наповнилась і не була покрита жертовником (лат. Roma Quadrata);
- будиночок Ромула (лат. casa Romuli);
- курінь Фаустула (лат. tugurium Faustuli), що збереглися ще в IV столітті нової ери;
- терен, що виріс, за переказами, з списа, кинутого Ромулом з Авентіна і встромившись в землю так глибоко, що його не можна було витягти;
- курія Саліїв (лат. curia Saliorum), що зберігали авгурський жезл Ромула і 12 щитів Марса;
- scalae Caci, за якою Геркулес тягнув страшного розбійника Кака;
- ara maxima, поставлений в пам'ять цього подвигу Геркулеса;
- храм Юпітера Статора (лат. Jupiter Stator), за легендою заснований Ромулом.[5].

15 лютого тут проходило стародавнє свято луперкалії, під час якого голі луперки оббігали Палатинський пагорб. При Ромулі Палатин був оточений мурами з двома воротами: Porta Mugonia (лат. Mugionia або лат. Mugionis) в північній частині пагорба (навпроти форуму) і лат. porta Romanula (у західній частині). Глибока давнина пагорба доведена численними археологічними знахідками: сліди перших поселень на Палатині датуються приблизно 1000 р. до н. е.

## Будівлі

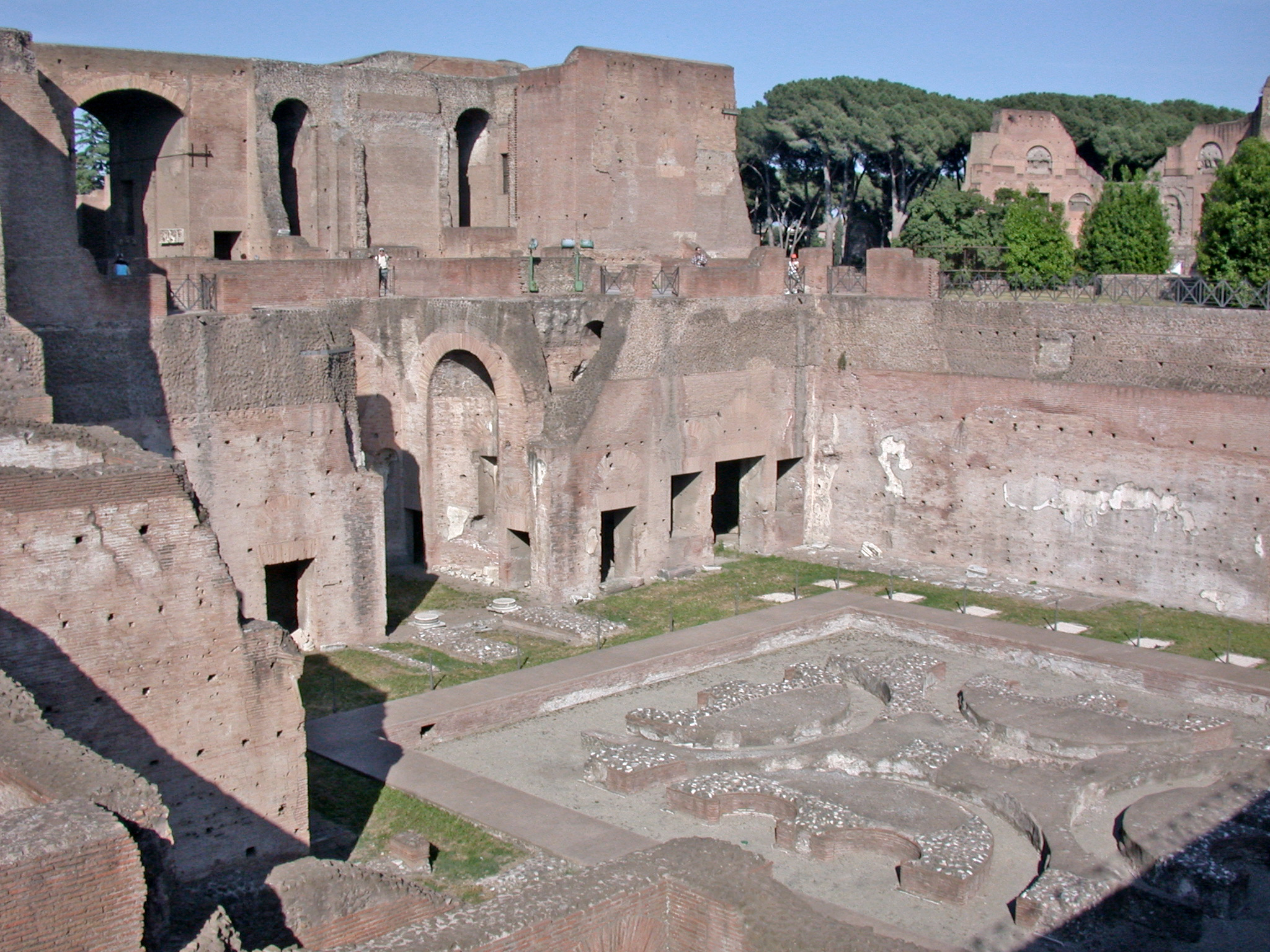
Дім Августів (Domus Augustana), особисті покої імператора

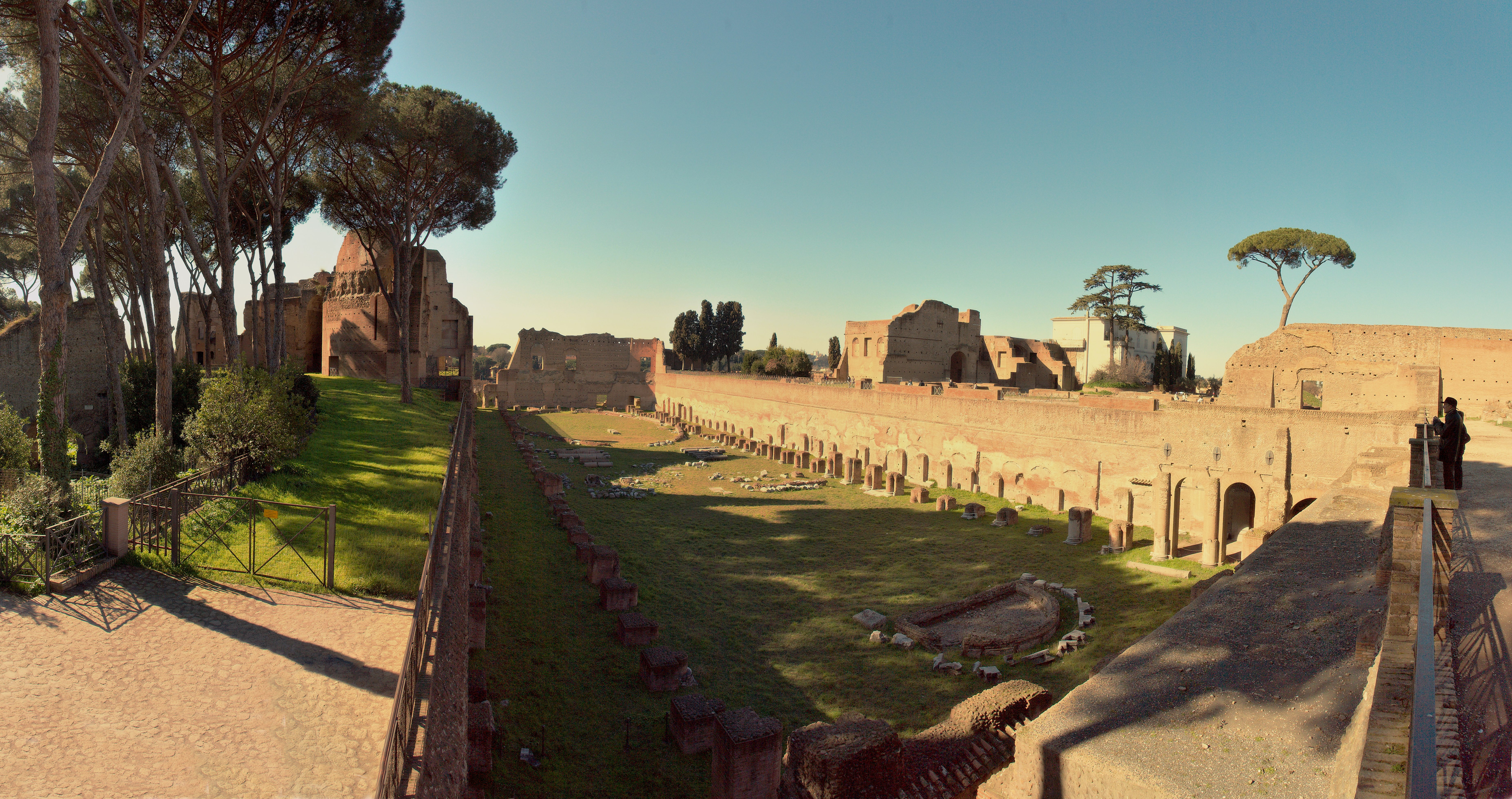
Вид на стадіон

З того часу як імператор Август обладнав на пагорбі свою резиденцію, на ньому мешкали багато інших правителів імперії.
Біля палацу знаходився храм Аполлона з чистого мармуру з двома бібліотеками (латинської та грецької) і храм Вести. У 3 р н. е. палац згорів, але Август відновив його в колишньому вигляді, та добудував до нього пропіли. Тоді ж навколо area Apollinis була споруджена колонада з 52 колонами, прикрашена в проміжках статуями античних скульпторів. У західній частині Палатина височів палац Лівії або Тиберія (Domus Tiberiana), a на північ від нього і ближче до форуму — палац Калігули (3-ій по рахунку на Палатинському пагорбі), від якого йшов міст, що з'єднував Палатин з Капітолієм.
Четвертий палац (Domus Flavia) був побудований за Доміціана на північний захід від палацу Августа (80-92 рр., площею 5 гектарів). У палаці були базиліка, Тронний зал (aula regia), зал Юпітера, фонтан з колонним залом. У Тронному залі проходили аудієнції імператора, в «залі для приватних аудієнцій» — засідання імператорського ради. Доміціан також побудував чудовий стадіон (довжиною 160 м, шириною 50 м), до нього примикала імператорська ложа (kathisma). Будівлі Доміціана відрізнялися вишуканою розкішшю. П'ятий і останній палац був споруджений Септімієм Севером в південно-східній частині Палатина поруч з Domus Augustiana, відомий як Septizonium, тобто палац у сім поверхів, що піднімаються один над іншим за допомогою рядів колон.

## Храми
З III—II століть до н. е. на Палатині будувалися храми. На сьогоднішній день збереглися руїни храмів Magna Mater (Кібели), Вікторії і Аполлона.
Церкви: Сан-Себастьяно-аль-Палатино, Сан-Бонавентура-аль-Палатино, Сан-Теодоро-аль-Палатино, Санта Анастасія

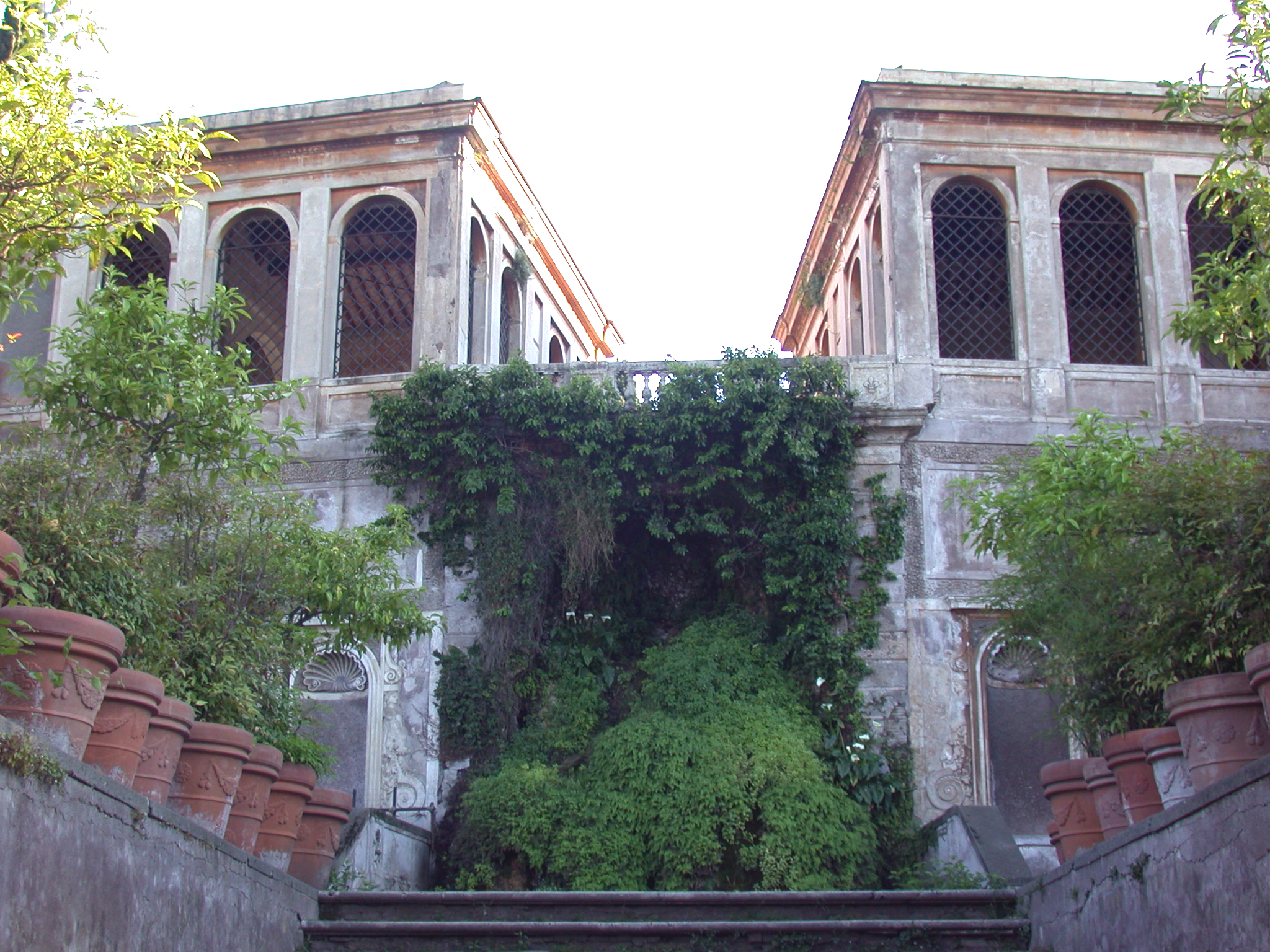
Фарнезинські сади

У середні віки розкішні та величні будівлі Палатина були зруйновані. У середині XIX століття Палатин являв собою руїни, порослі густим гаєм; тут знаходилися Фарнезінські сади і villa Mils . У 1861 у Наполеон III купив у неаполітанського короля Франциска II Фарнезіанські сади (у північній частині Палатина) і після тривалих клопотань і суперечок з римським урядом, завдяки сприянню Реньє, доручив археологу Pietro Rosa провести розкопки, що відкрили нам залишки древніх імператорських будівель пагорба. З 1870 р. Палатин знову перебуває в руках італійців. Слово Palatium стало у всіх європейських мовах синонімом палацу.

## Галерея

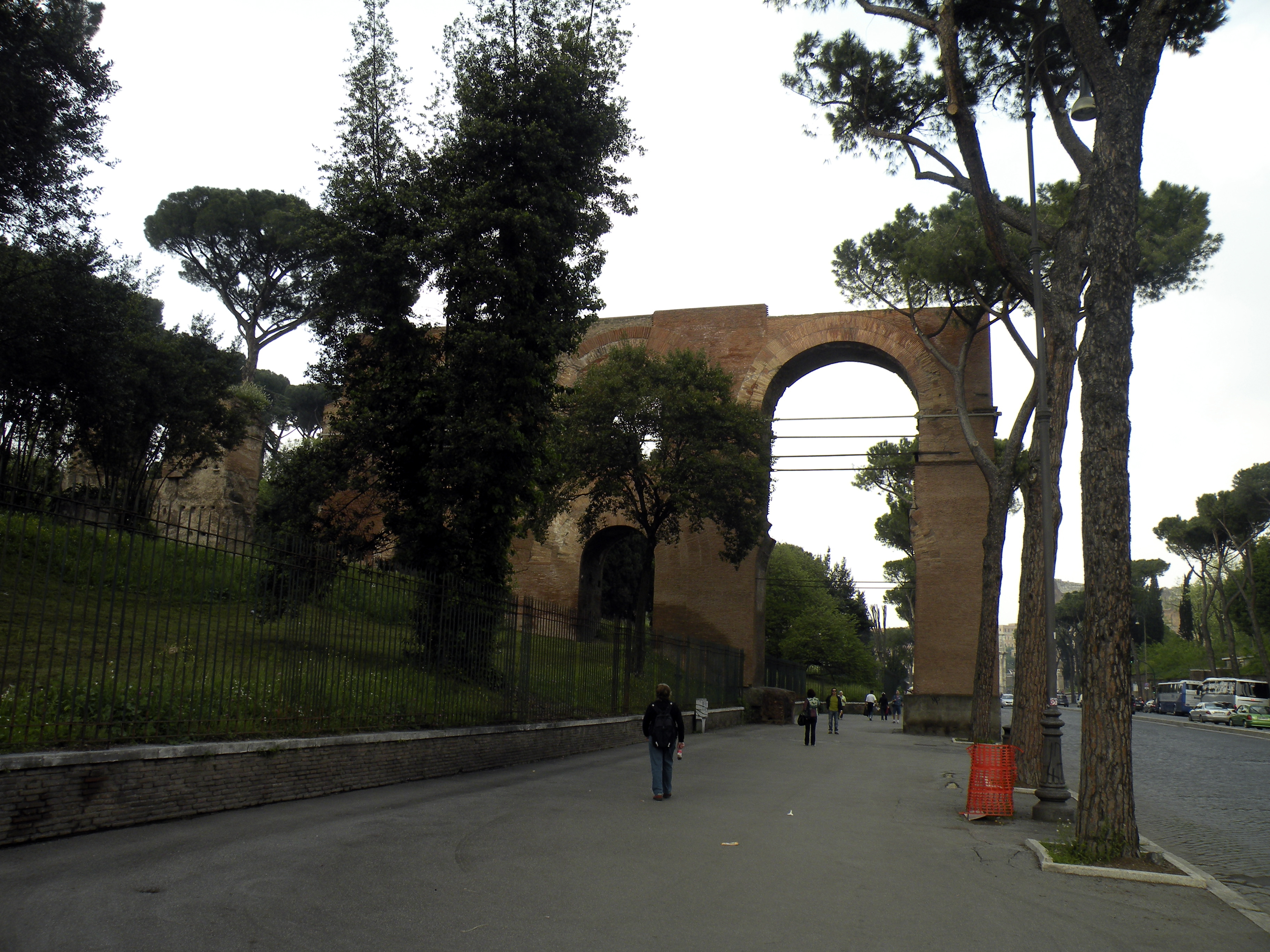
Палатин.Акведук Клавдія
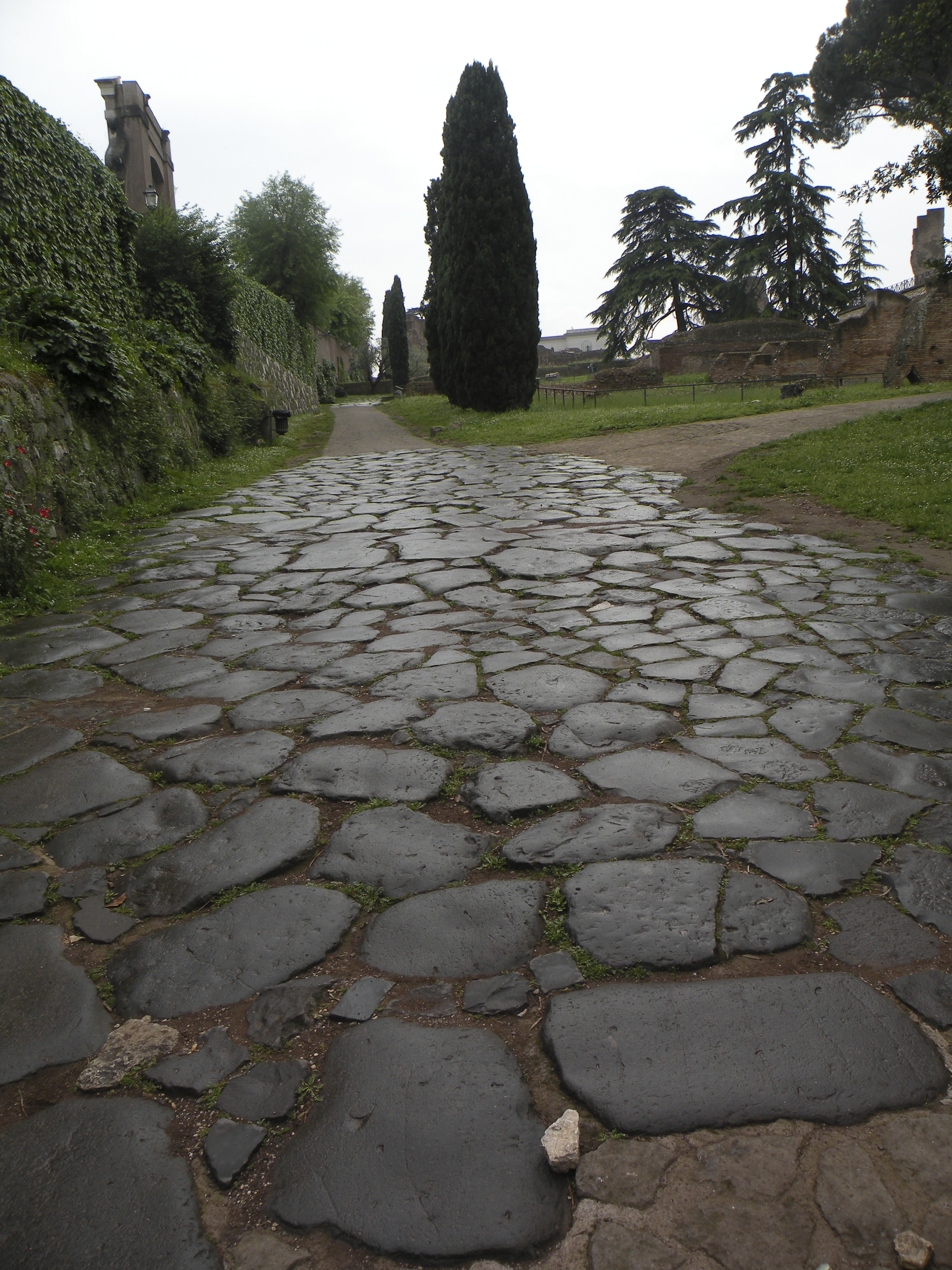
Дорога на Палатині
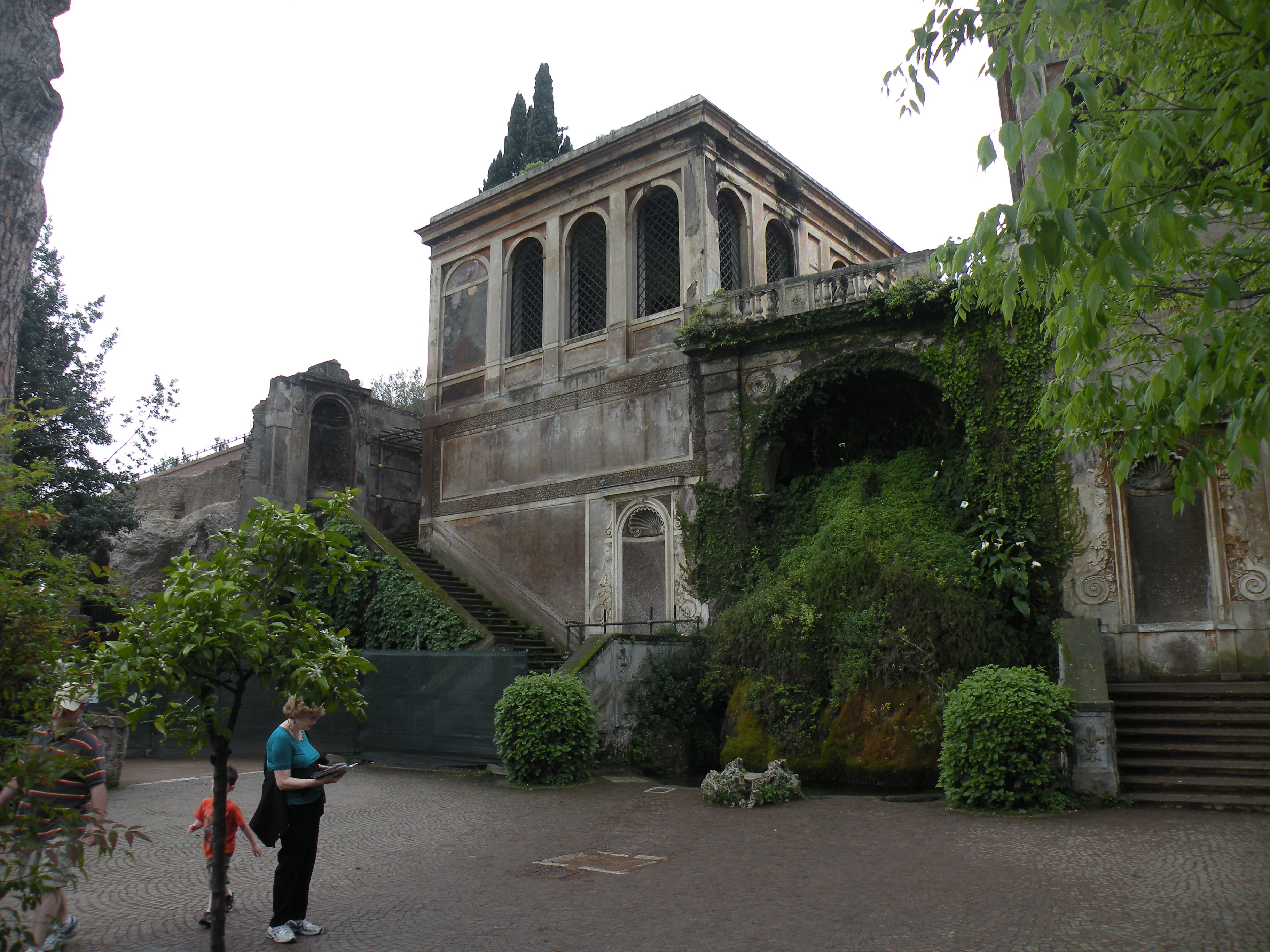
La terraza del infeo
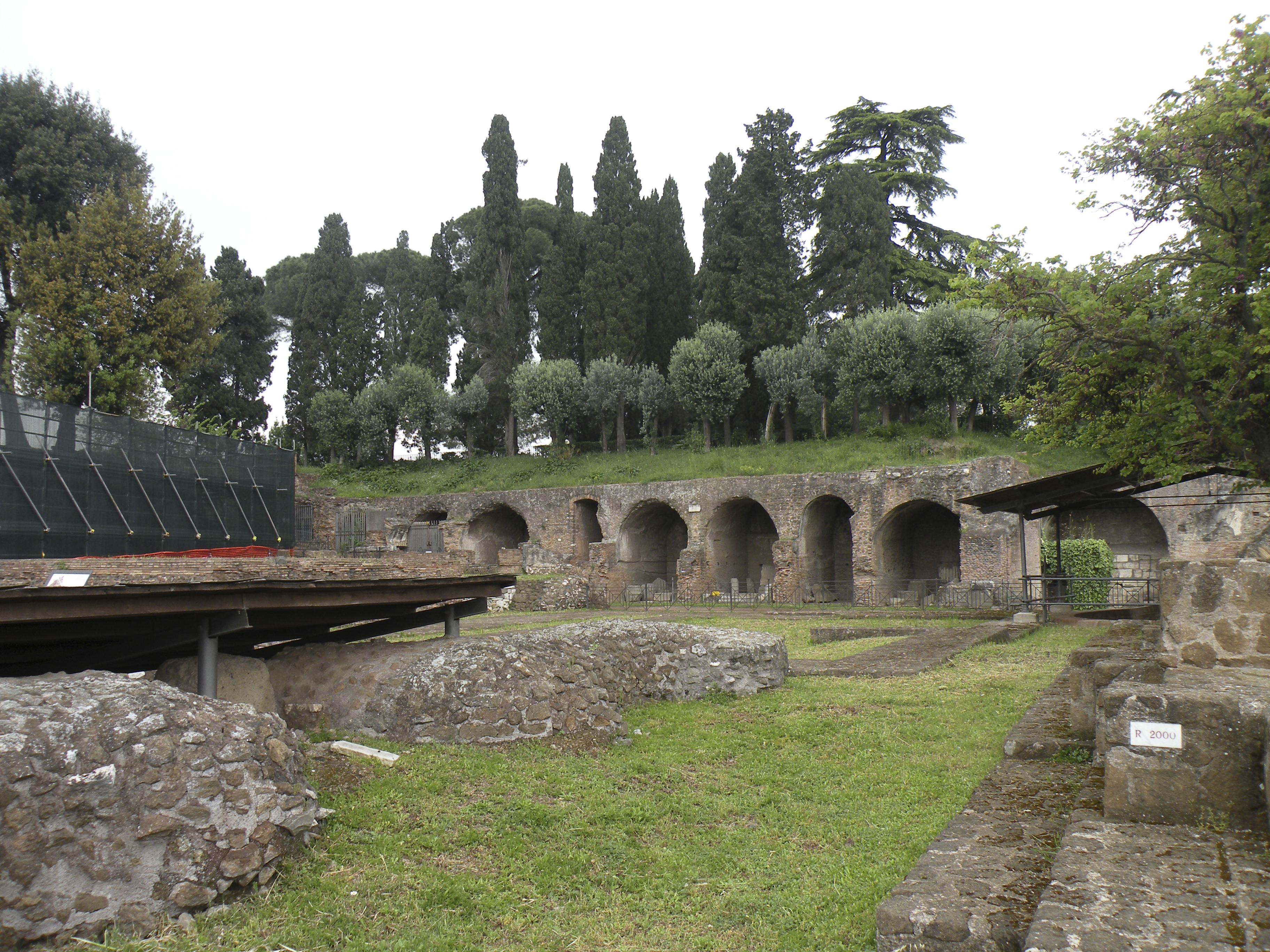
Палатин. Фарнезіанські сади та Палац Тиберія
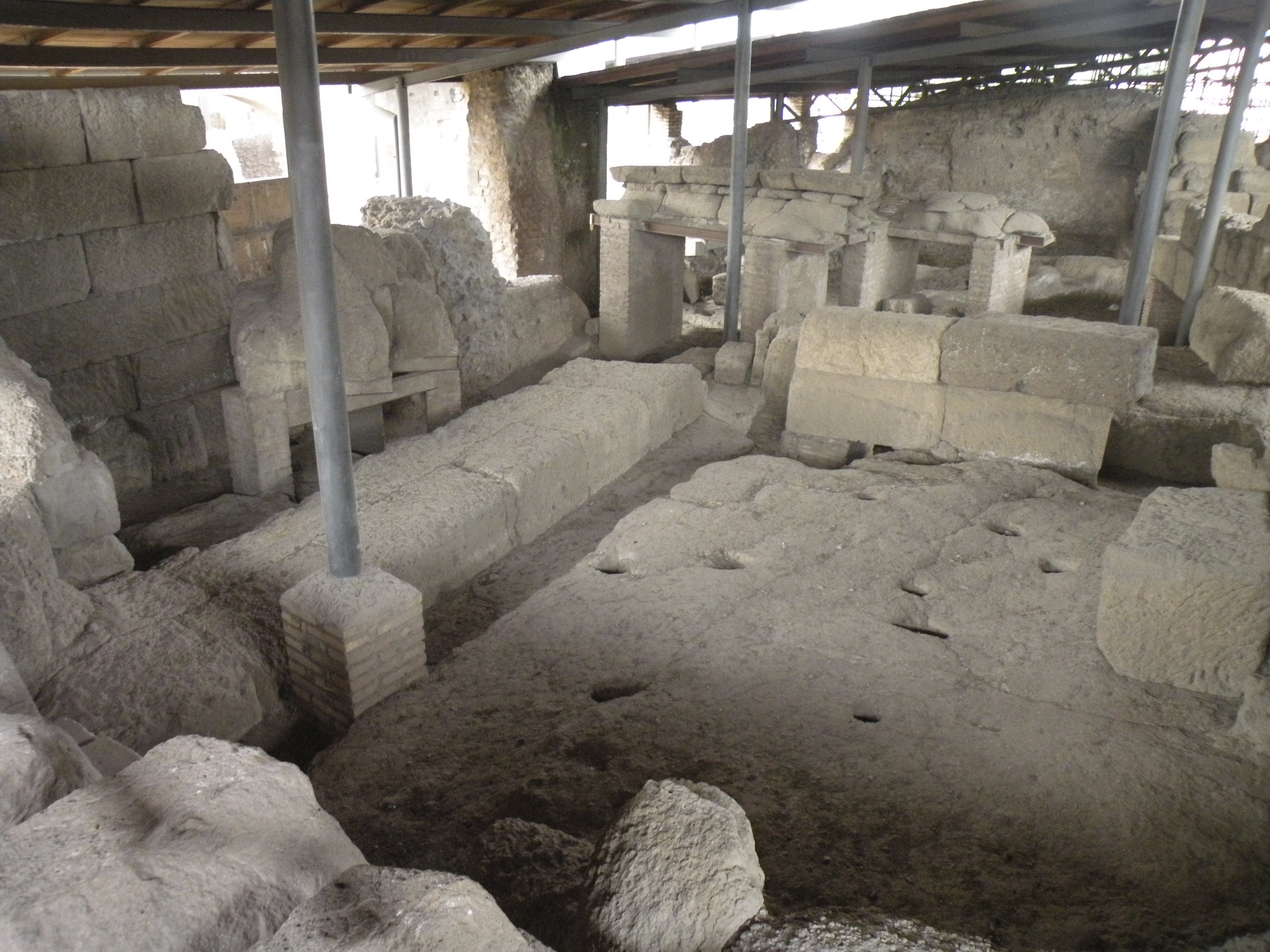
Будинок Ромулуса
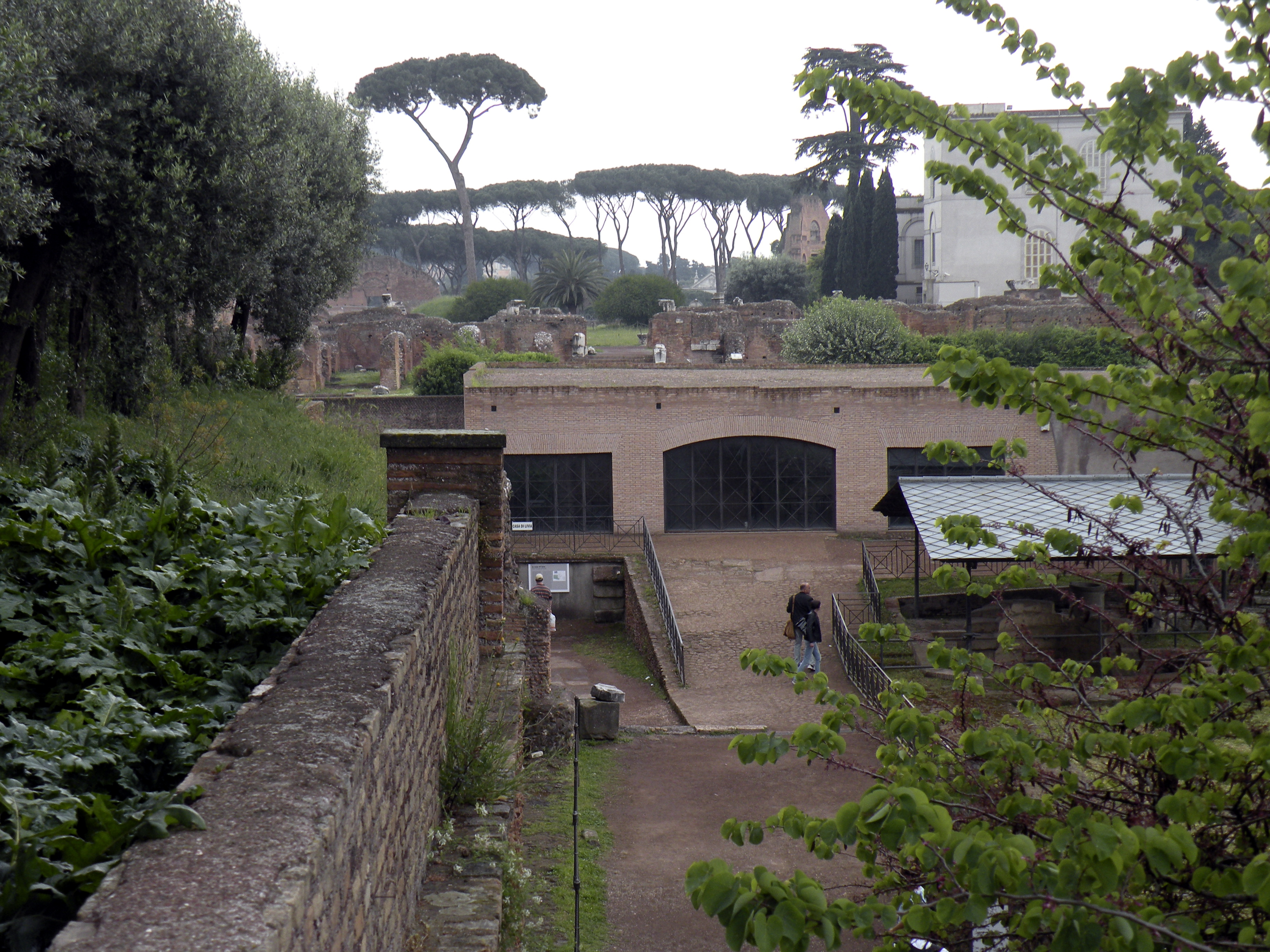
Палац Лівії
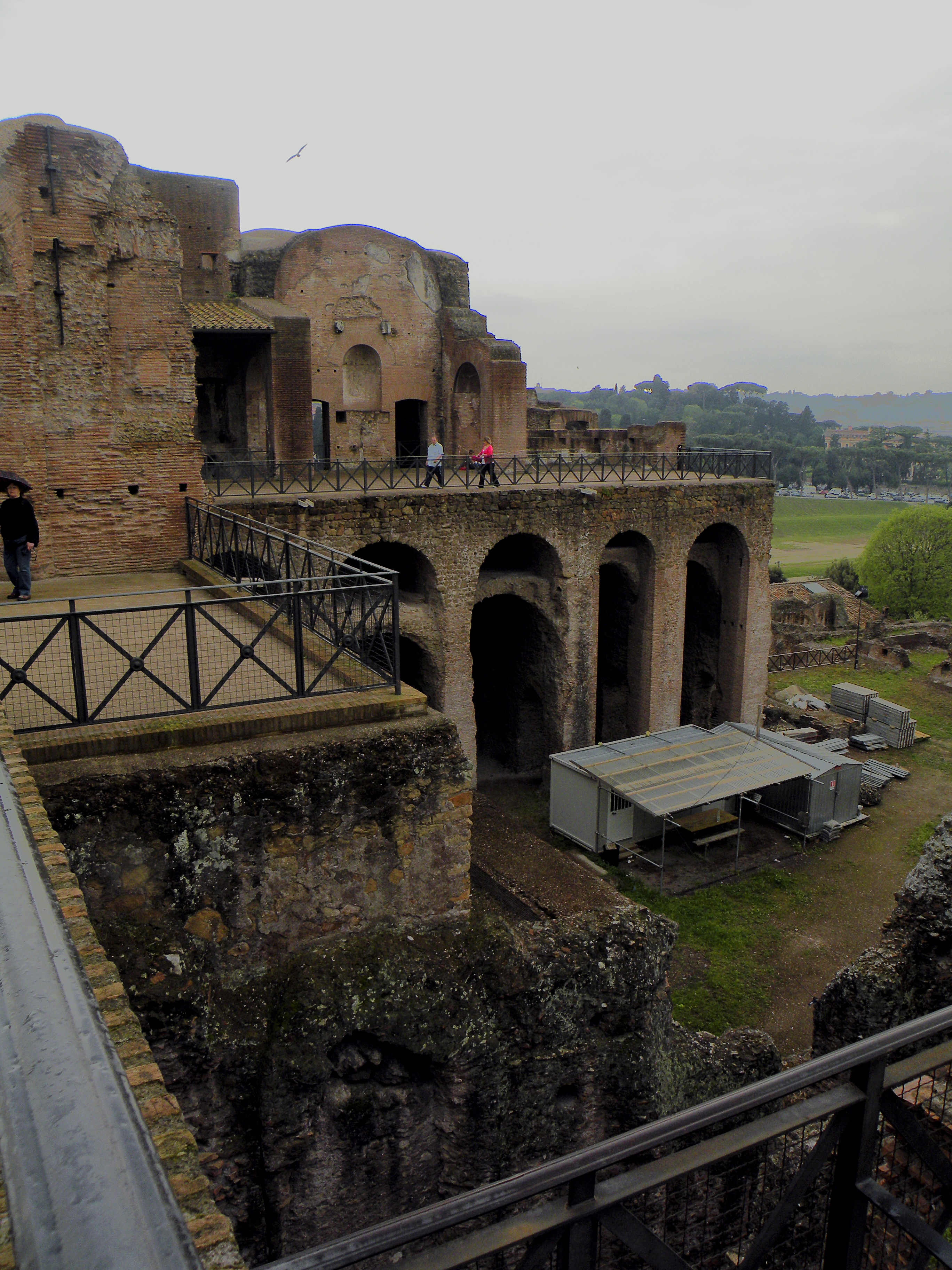
Терми Септімія Севера
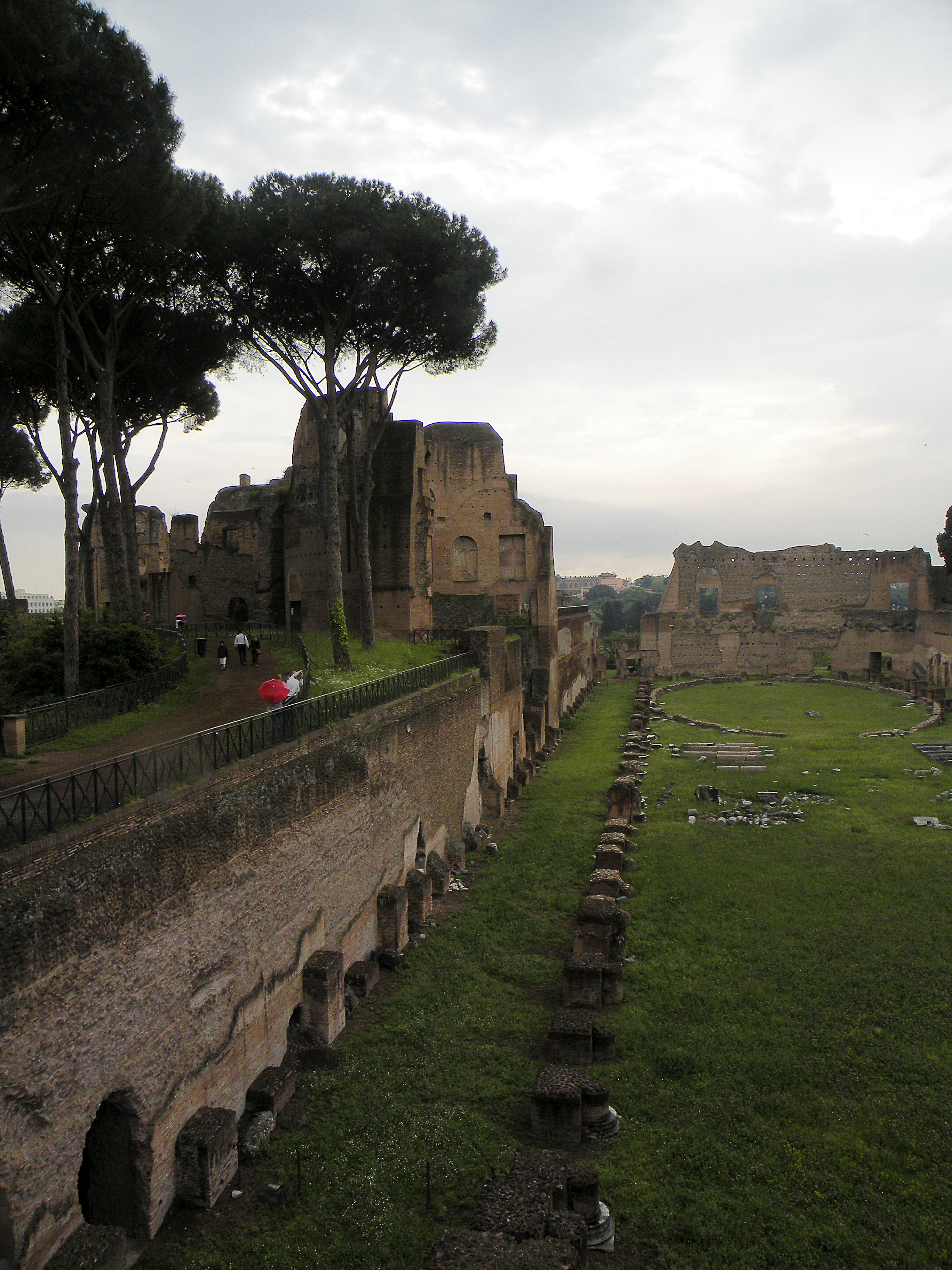
Стадіон Доміціана
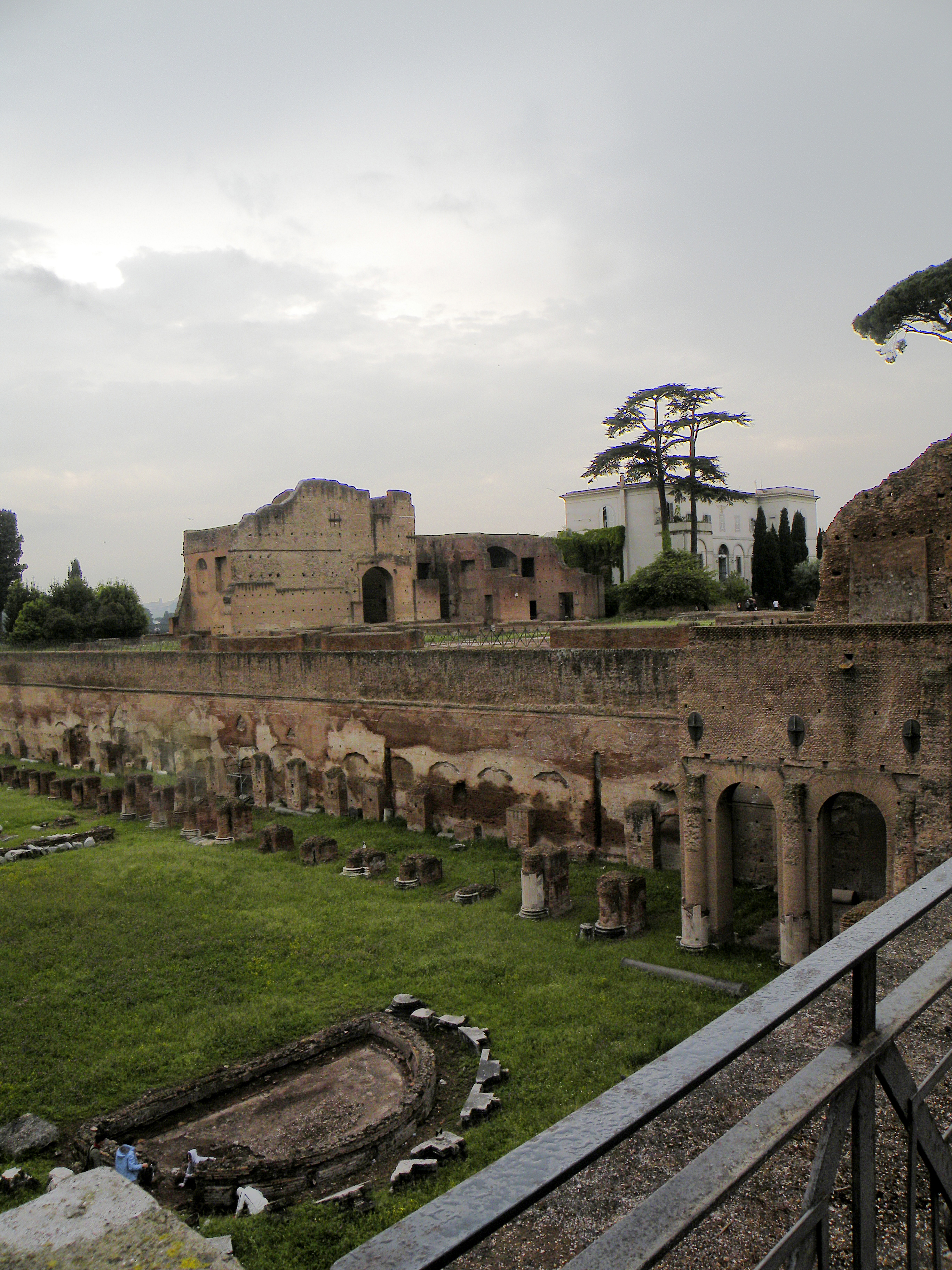
Стадіон Доміціана та Палац Августів
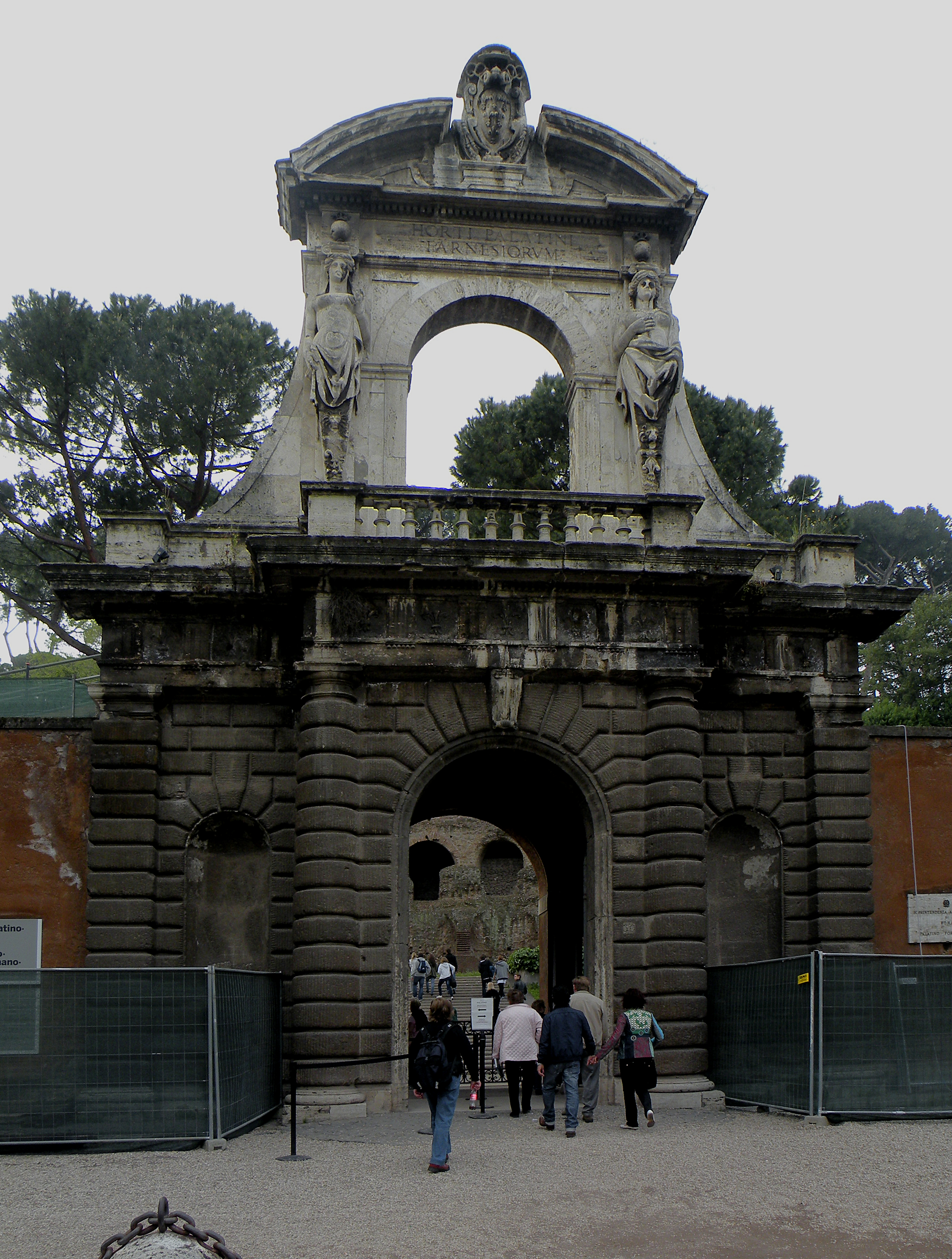
Вхід зі сторони Via di San Gregorio
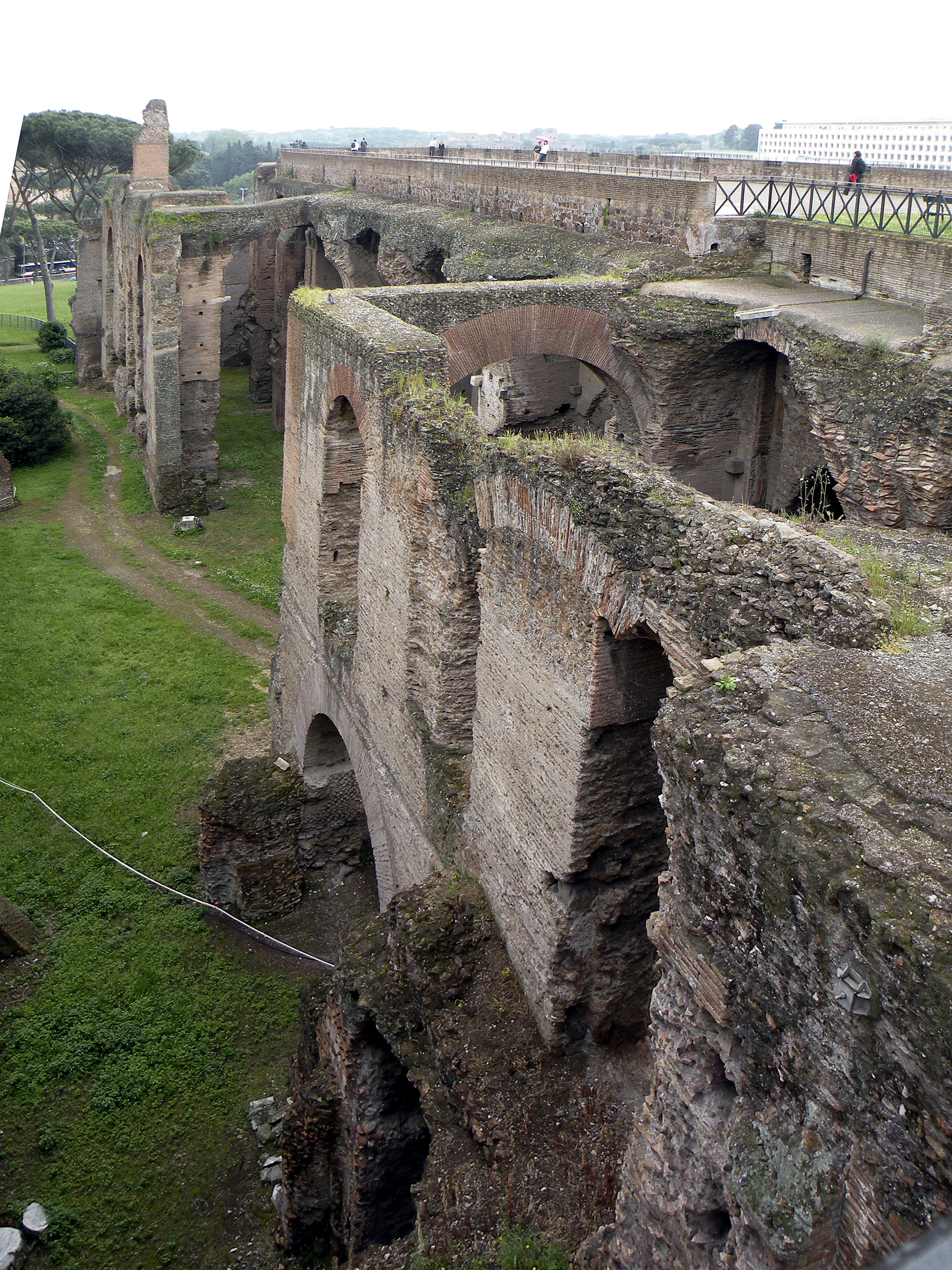
Вид на SO (терми Септімія Севера)
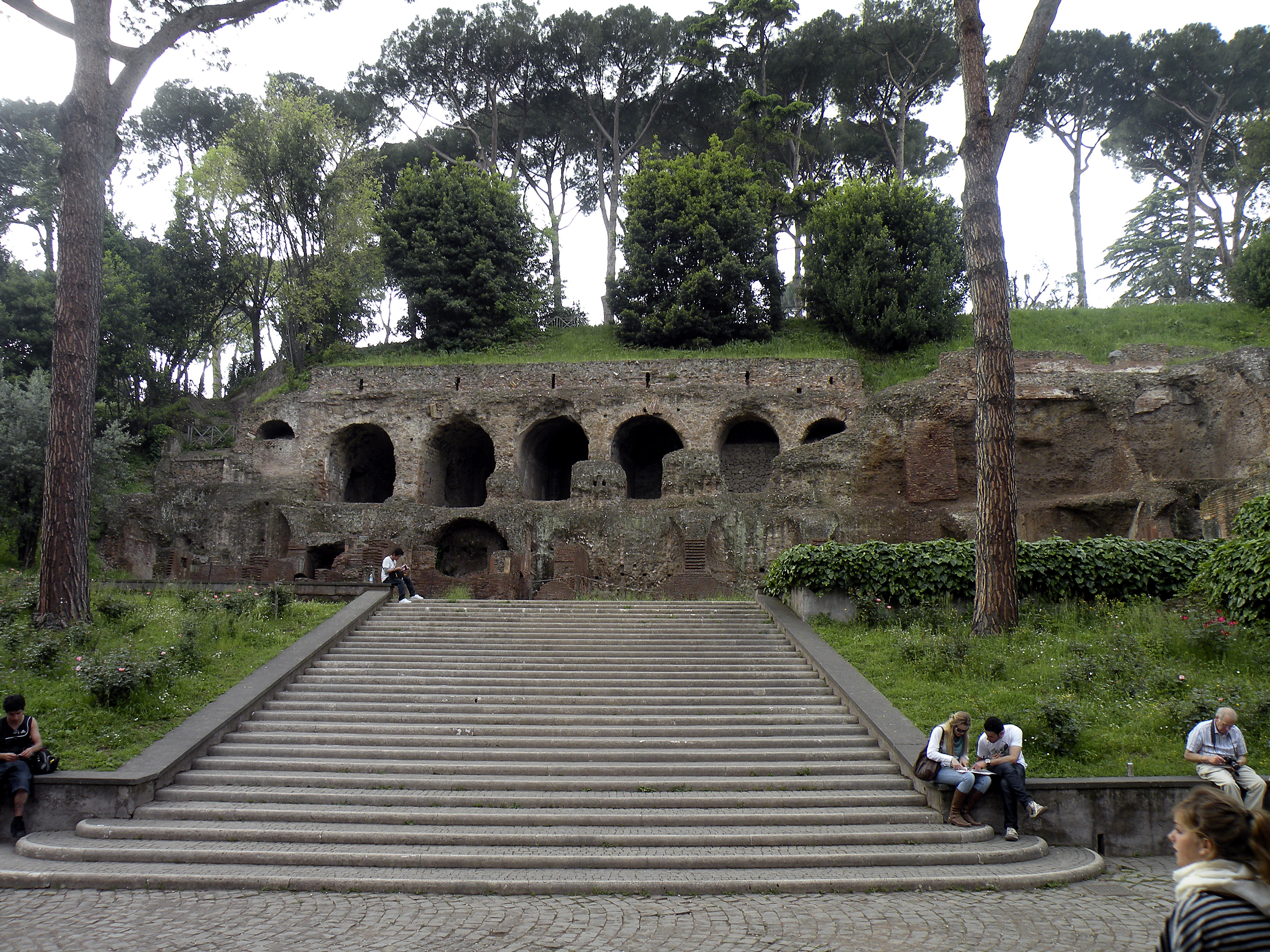
Палатин із сторони Via di San Gregorio